# Nemuro (provincia)

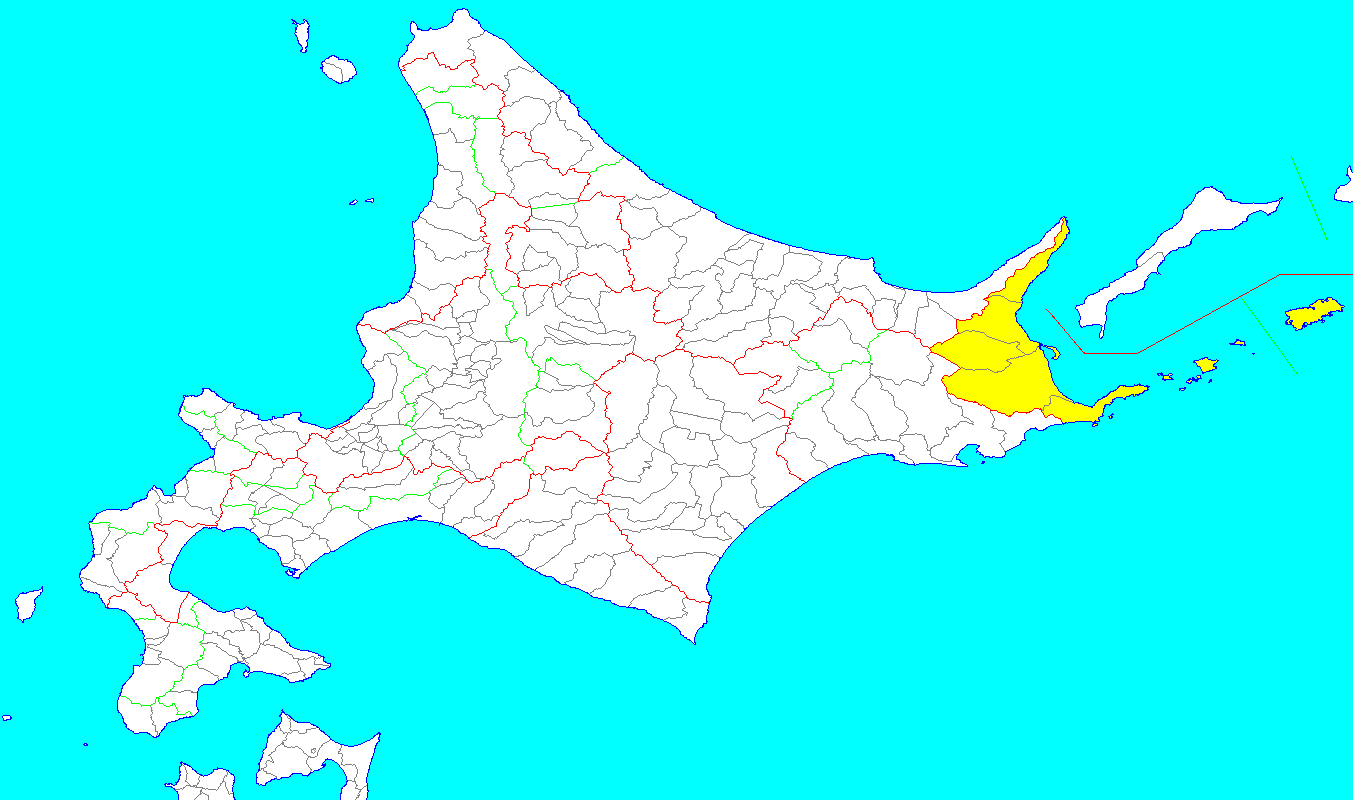
La provincia di Nemuro nel 1869

Nemuro, scritta ufficialmente Nemuro no Kuni (giapponese: 根室国), fu una provincia del Giappone, istituita durante il Periodo Meiji. Corrisponde all'odierna subprefettura di Nemuro.

## Storia
- 15 agosto 1869: viene istituita la provincia di Nemuro con 5 distretti;
- 1872: la provincia conta 832 abitanti;
- Gennaio 1885: Shikotan viene trasferita alla provincia di Chishima

## Distretti
- Hanasaki (花咲郡)
- Nemuro (根室郡)
- Notsuke (野付郡)
- Shibetsu (標津郡)
- Menashi (目梨郡)